# ポカテッロ (アイダホ州)
ポカテッロ（英: Pocatello、[ˈpoʊkəˈtɛloʊ] ( 音声ファイル)）は、アメリカ合衆国アイダホ州南東部のバノック郡で最大かつ州内では6番目に大きな都市で、バノック郡とパワー郡に跨る（またがる）ポカテッロ都市圏の主要都市である。市内にホール砦インディアン居留地があり、その境は隣のパワー郡にもかかる。4月1日更新の国勢調査（英語）によると2020年時点の人口は5万6326人、2010年は同5万4255人（前回比5.4％増）、都市圏人口は8万3303人であった。2022年は総人口5万7730人（2020年時点から2.5%増）である。
当市は州内第6位の都市であり2007年にはコールドウェルを抑えて雑誌『フォーブス』の選ぶ「事業と経歴形成に最善の小さな場所一覧」第12位に入った。
ポカテッロにはアイダホ州立大学ほか企業はオン・セミコンダクターの製造施設がある。市内にはゴールドラッシュの時代にアイダホ州初の鉄道の重要な停車駅が設置され、その後は農業の重要な中心になった。オレゴン・トレイル沿いのこの都市は、ポートヌッフ川が山から流れ出てスネーク川平原に入る所に位置している。都市の名前はショショーニ族インディアンの酋長ポカテッロに因むもので、ホール砦インディアン居留地を横切る鉄道に通行権を認めた人物である。標高は海抜1,360 m (4,462 ft)、この町に向かうにはポカテッロ地域空港を利用できる。

## 歴史
ポートヌッフ川に沿ったポカテッロの部分に、19世紀初期にヨーロッパ人が到着するまではショショーニ族とバノック族インディアンが居住していた。1834年、アメリカ人毛皮交易業者ナサニエル・ジャービス・ワイスが現在の市の北に交易基地としてホール砦を建設した。この基地を後にハドソン湾会社が取得し、オレゴン・トレイル上の重要な拠点となり、その枝道がポートヌッフ川を下って現在の市がある場所に通じていた。現在、ホール砦交易基地の複製がポカテッロ南部の博物館として運営されている。
1860年にアイダホで金が発見され、この地域にアメリカ人開拓者の最初の大きな波が訪れた。ポートヌッフ渓谷は商品や荷物を運ぶための重要な水路になった。1877年、ユニオン・パシフィック鉄道を経営する鉄道事業の大立者ジェイ・グールドが、ユタとの州境で止まっていたユタ・アンド・ノーザン鉄道を取得して延伸し、ポートヌッフ渓谷を通してアイダホに導いた。ゴールドラッシュの時代には、当初「ポカテッロ接続駅」と呼ばれた駅がこの経路に造られた。ゴールドラッシュが下火になってから、この地域には牧場主や農夫が来るようになった。1882年までにポカテッロでは最初の住宅および商業開発が行われた。
ポカテッロは1962年に近くのアラメダの町を吸収合併し、短期間ではあるがボイシを抜いてアイダホ州最大の都市になった。1990年代まではボイシとアイダホフォールズに次ぐ州内第3の都市だったが、州南西部のトレジャー・バレー地域が急成長するとナンパとメリディアンに追い越されたアイダホフォールズは第5位に、ポカテッロは第4位に後退した。

## 地理
ポカテッロは北緯42度52分31秒 西経112度26分50秒 / 北緯42.87528度 西経112.44722度に位置する。アメリカ合衆国国勢調査局による報告では、この内陸の町の総面積は86.4 km2 (33.36 sq mi)（2020年時点）。

### 気候
| ポカテッロ地域空港の気候                                                                                    | ポカテッロ地域空港の気候 | ポカテッロ地域空港の気候 | ポカテッロ地域空港の気候 | ポカテッロ地域空港の気候 | ポカテッロ地域空港の気候 | ポカテッロ地域空港の気候 | ポカテッロ地域空港の気候 | ポカテッロ地域空港の気候 | ポカテッロ地域空港の気候 | ポカテッロ地域空港の気候 | ポカテッロ地域空港の気候 | ポカテッロ地域空港の気候 | ポカテッロ地域空港の気候 |
| 月 | 1月                      | 2月                      | 3月                      | 4月                      | 5月                      | 6月                      | 7月                      | 8月                      | 9月                      | 10月                     | 11月                     | 12月                     | 年                       |
| --- | ------------------------ | ------------------------ | ------------------------ | ------------------------ | ------------------------ | ------------------------ | ------------------------ | ------------------------ | ------------------------ | ------------------------ | ------------------------ | ------------------------ | ------------------------ |
| 最高気温記録 °C （°F）                                                                                      | 16 (60)                  | 18 (65)                  | 24 (75)                  | 30 (86)                  | 36 (97)                  | 39 (103)                 | 40 (104)                 | 40 (104)                 | 37 (98)                  | 33 (91)                  | 24 (75)                  | 18 (64)                  | 40 (104)                 |
| 平均最高気温 °C （°F）                                                                                      | 0.3 (32.5)               | 3.9 (39.0)               | 9.2 (48.5)               | 14.7 (58.5)              | 19.8 (67.7)              | 25.7 (78.3)              | 30.8 (87.5)              | 30.4 (86.8)              | 24.3 (75.7)              | 16.7 (62.0)              | 6.9 (44.5)               | 1 (33.8)                 | 15.3 (59.6)              |
| 平均最低気温 °C （°F）                                                                                      | −8.7 (16.3)              | −6.2 (20.9)              | −2.6 (27.3)              | 0.3 (32.6)               | 4 (39.2)                 | 7.6 (45.7)               | 10.5 (50.9)              | 9.9 (49.9)               | 5.4 (41.8)               | 0.7 (33.3)               | −3.9 (24.9)              | −8.4 (16.8)              | 0.7 (33.3)               |
| 最低気温記録 °C （°F）                                                                                      | −34 (−30)                | −36 (−33)                | −24 (−12)                | −11 (13)                 | −7 (20)                  | −2 (28)                  | 1 (34)                   | −1 (30)                  | −7 (19)                  | −14 (7)                  | −26 (−14)                | −34 (−29)                | −36 (−33)                |
| 降水量 mm （inch）                                                                                          | 29 (1.14)                | 25.7 (1.01)              | 35.1 (1.38)              | 30 (1.18)                | 38.4 (1.51)              | 23.1 (0.91)              | 17.8 (0.70)              | 16.8 (0.66)              | 22.6 (0.89)              | 24.6 (0.97)              | 28.7 (1.13)              | 27.9 (1.10)              | 319.5 (12.58)            |
| 出典：National Centers for Environmental Information, National Oceanic & Atmospheric Administration 2013-05 |                          |                          |                          |                          |                          |                          |                          |                          |                          |                          |                          |                          |                          |

## 人口動態
以下は2006年時点の国勢調査推計による人口統計データである。
| 基礎データ - 人口: 51,466人 - 世帯数: 19,334世帯 - 家族数: 12,973家族 - 人口密度: 703.7人/km2（1,822.5人/mi2） - 住居数: 20,627軒 - 住居密度: 282.0軒/km2（730.4軒/mi2） 人種別人口構成 - 白人: 92.32% - アフリカン・アメリカン: 0.72% - ネイティブ・アメリカン: 1.35% - アジア人: 1.15% - 太平洋諸島系: 0.20% - その他の人種: 2.18% - 混血: 2.09% - ヒスパニック・ラテン系: 4.94% 出身国別構成 - イングランド系: 21% - ドイツ系: 16% - アイルランド系: 9% - デンマーク系: 4% - スウェーデン系: 4% 年齢別人口構成 - 18歳未満: 26.6% - 18-24歳: 16.7% - 25-44歳: 27.4% - 45-64歳: 18.9% - 65歳以上: 10.4% - 年齢の中央値: 29歳 - 性比（女性100人あたり男性の人口） - 総人口: 96.9 - 18歳以上: 93.3 | 世帯と家族（対世帯数） - 18歳未満の子供がいる: 34.5% - 結婚・同居している夫婦: 52.6% - 未婚・離婚・死別女性が世帯主: 10.5% - 非家族世帯: 32.9% - 単身世帯: 25.0% - 65歳以上の老人1人暮らし: 7.8% - 平均構成人数 - 世帯: 2.58人 - 家族: 3.10人 収入と家計 - 収入の中央値 - 世帯: 34,326米ドル - 家族: 41,884米ドル - 性別 - 男性: 33,984米ドル - 女性: 22,962米ドル - 人口1人あたり収入: 17,425米ドル - 貧困線以下 - 対人口: 15.4% - 対家族数: 10.7% - 18歳未満: 16.9% - 65歳以上: 7.8% |

## 教育

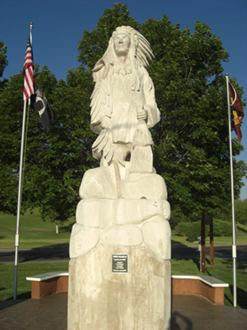
ポカテッロ酋長の像。特産のトラバーチンを彫り、高さ16 ft。2008年7月26日に除幕

アイダホ州立大学はアイダホ州によって運営される公立大学である。当初はアイダホ大学の補助キャンパスだったものが州立カレッジとなり、1963年には州で2番目の大学になった。ポカテッロにあるメインキャンパスはコー・ダリーン、アイダホフォールズ、ボイシおよびツインフォールズの各キャンパスと同じ福祉計画である。この大学の至宝は広さ123,000平方フィート (11,400 m2) のL・E・アンド・セルマ・E・スティーブンス芸能センターであり、ポカテッロ市やポートヌッフ川を見下ろす素晴らしい立地にある。このセンターには3つの会場があり、ジョセフ・C・アンド・チェリル・H・ジェンセン・グランド・コンサートホールなど最新技術の芸能空間となっている。アイダホ州立大学の運動チームはビッグスカイ・カンファランスで競い、アメリカンフットボールとバスケットボールはホルト・アリーナを試合会場にしている。
ポカテッロには公立高校3校がある。
- ポカテッロ高校（ポーキー高校）は4年制公立中等教育校であり、生徒数は1,180人（2011年時点）。1892年に開校され[15]、最近まで10年生から12年生を教えていた。スクールマスコットはインディアンであり、スクールカラーは赤、青、白である[16]。運動競技チームは州内第2位のクラスである4Aで競っている。
- ハイランド高校は、4年制公立中等教育校である。1963年に開校し、現在の教員数72人、生徒数1,465人である。スクールマスコットは雄羊であり、スクールカラーは黒と赤である。2002年秋まで10年生から12年生を教えていた。2006年の卒業生が4年制としては1期目の卒業生だった[17]。運動競技チームは州内第1位のクラスである5Aで競っている。
- センチュリー高校は、9年生から12年生の4年制公立中等教育校[18]であり、2000年に開校し、生徒数は971人である。スクールマスコットはヒシモンガラガラヘビを採用してスクールカラーの紫に彩色[19]、スクールカラーは他にティール、黒と白である。運動競技チームは州内第2位のクラスである4Aで競っている[要出典]。

8年制の初等・中等教育の施設は「ポッカテロ・チャバック学区」に分類され、中学校3校、小学校13校がある。公立のチャーター・スクール2校とその他様々なオルタナティブ・スクール、教会系私立学校とアカデミーがある。優秀生徒・児童には学校の食堂で食費が免除され、2022年時点イダハウ小学校は32.6%が免除対象と学区1位。

## 姉妹都市
ポカテッロ市は次の2つの都市と姉妹都市を結んでいる。
- 日本、岩見沢市[21][22]
- ブルキナファソ、クワレマンゲル（Kwaremanguel）[23]